# 希拉本德 (亚利桑那州)
希拉本德（英語：Gila Bend）是美国亚利桑那州马里科帕县下属的一座城鎮。面积约为55.37平方英里（约合143.4平方公里）。根据2010年美国人口普查，该鎮有人口1,922人，人口密度为34.7/平方英里。